# Eunapios

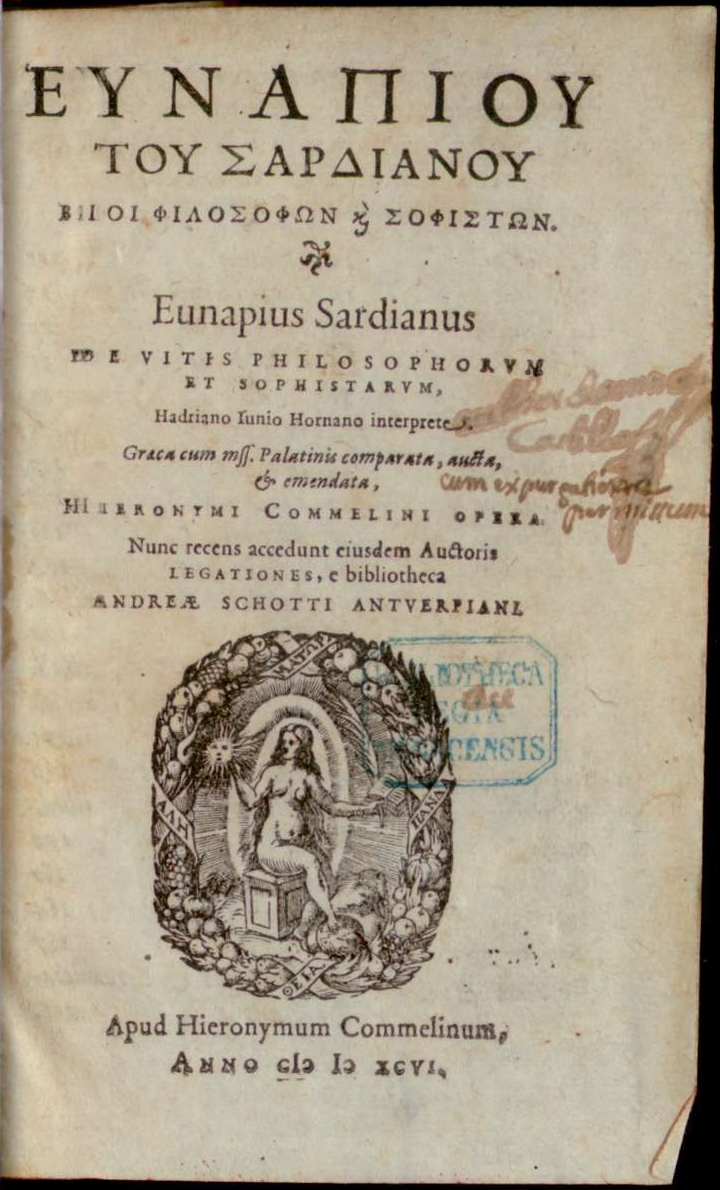
Vitae sophistarum på grekiska och latin, 1596.

Eunapios, född omkring 345 e.Kr. i Sardes, död omkring 420 e.Kr, var en grekisk filosof och författare.
Enligt hans egna skrifter studerade han under Chrysanthios i Sardes och Prohairesios i Aten. Två av hans böcker är kända. Han skrev en historia som gått förlorad över åren 270–404, där kristendomen kritiserades och kejsar Julianus hyllades. Fullständigt bevarad är ett biografiskt verk om sofisternas liv, skriven som en fortsättning på Filostratos. I detta verk idealiseras nyplatoniker som Plotinos och Porphyrios, möjligen som ett svar på kristna helgonbiografier. Det ingår även en biografi över Iamblichos Chalcidensis.